# Ilia Ostrogski
Ilia (Eliasz) Ostrogski (ukr. Ілля Острозький; ur. 1510, zm. 19 lub 20 sierpnia 1539) – książę wołyński, starosta bracławski i winnicki, jedyny syn Konstantego Ostrogskiego i jego pierwszej żony Tatiany Anny Holszańskiej.

## Życiorys

### Zasługi wojenne
Ilia (Eliasz) Ostrogski pochodził z potężnego książęcego rodu wołyńskiego Ostrogskich. Ojciec Ilii w ciągu swojego życia miał stoczyć 63 wygrane bitwy. Matka Eliasza, Tatiana Holszańska była pierwszą żoną Konstantego. Po jej śmierci w 1522, Konstaty poślubił Aleksandrę Słucką. Ilia miał dwoje przyrodniego rodzeństwa, Konstanego Wasyla i zmarłą w dzieciństwie Zofię. Dzięki przebywaniu na polskim dworze Ilia znał kulturę i język polski oraz łacinę. Po śmierci ojca w 1530, objął funkcję starosty bracławskiego i winnickiego. W latach 1530, 1531 i 1533 walczył z Tatarami w okolicach Wołynia. W latach 1534–1536 brał udział w wojnie polsko–moskiewskiej, w której wystawił jeden z największych oddziałów zbrojnych.

### Małżeństwo
W 1523 ojciec Ilii zawarł z kasztelanem trockim Jerzym Radziwiłłem układ małżeński ich dzieci, na mocy którego Ilia miał poślubić córkę Jerzego, Annę Elżbietę. W 1536 Radziwiłł żażądał wykonania umowy małżeńskiej, jednak nie z Anną, lecz jej siostrą Barbarą. Ilia nie wykonał polecenia Jerzego i w 1537 został zwolniony przez króla polskiego Zygmunta Starego ze zobowiązań małżeńskich. W międzyczasie książę Ilia poznał na dworze królewskim Beatę Kościelecką, córkę dawnej metresy królewskiej, Katarzyny Telniczanki i podskarbiego koronnego Andrzeja Kościeleckiego.
Będąc zwolnionym z obowiązków wobec Radziwiłłów, 1 stycznia 1539 Ilia zaręczył się z Beatą, a 3 lutego doszło do ślubu obojga. Podczas uroczystości weselnych doszło do turnieju rycerskiego. Podczas walki na kopie z królewiczem Zygmuntem Augustem, Ostrogski spadł z konia i, prawdopodobnie, doznał wewnętrznych obrażeń, które stały się przyczyną ciężkiej choroby. 16 sierpnia 1539 Ilia spisał testament, w którym zapisał swój majątek nienarodzonemu dziecku, którego spodziewała się Beata oraz wyraził wolę, by go pochowano w Ławrze Peczerskiej w Kijowie. Trzy miesiące po śmierci Eliasza Ostrogskiego, 19 listopada 1539 na świat przyszła córka Beaty i Eliasza, Elżbieta Ostrogska zwana Halszką.